# Jules Frossard
Pour les articles homonymes, voir Jules Frossard (homonymie).
Jules Frossard, né à Payerne le 23 décembre 1835 et mort à Payerne le 22 février 1909, est un commerçant, industriel et homme politique vaudois.

## Biographie
De confession protestante, originaire de Moudon et de Brenles, Jules Frossard est le fils de Louis Frossard et de Anne Marie Louïse Rapin. Il épouse en premières noces Louise Emma Jomini et, en secondes noces, Louise Maulaz. Après des études au collège Galliard de Lausanne de 1851 à 1852, il étudie à l'académie de Lausanne. Il séjourne en Allemagne, en Angleterre et en Italie avant de revenir à Payerne où il dirige dès 1859 un commerce de feuilles de tabac, qu'il vend à des fabricants suisses et anglais. Jules Frossard s'associe en 1868 avec son beau-frère Jules Rittener pour reprendre la maison Henri Warnery et fonde la première fabrique de tabac et de cigares dans la vallée de la Broye. Jules Frossard figure parmi l'un des créateurs de l'industrie du tabac à Payerne. Entreprise également productrice d'insecticides à base de nicotine (la frossardine et le frossardol), J. Frossard & Co. compte jusqu'à 500 ouvriers en 1909. L'entreprise est rachetée en 1965 par Rinsoz & Ormond SA à Vevey. Jules Frossard fonde en outre le musée et la Bibliothèque populaire de Payerne,.

### Parcours politique
Conseiller communal (législatif) de Payerne entre 1878 et 1901, Jules Frossard est député libéral au Grand Conseil vaudois du 7 mars 1897 au 3 mars 1901,,. 